# کتابخانه ملی فنلاند

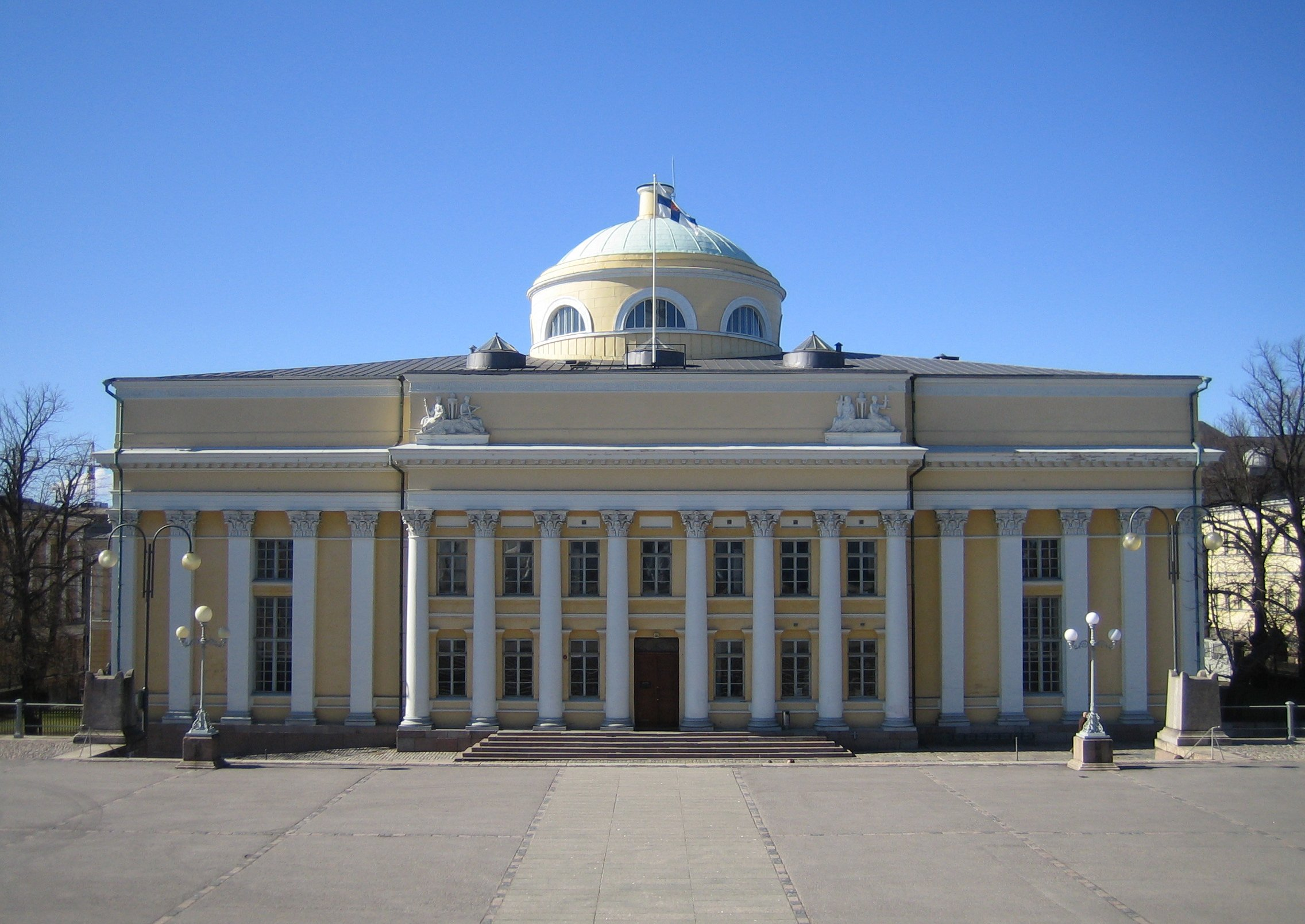
نمای ساختمان اصلی کتابخانه.

کتابخانه ملی فنلاند (به فنلاندی: Kansalliskirjasto) کتابخانه ملی کشور فنلاند است که در سال ۱۶۴۰ میلادی تأسیس شد و از نظر اداری، زیر نظر دانشگاه هلسینکی است. نام این کتابخانه تا ۱ اوت ۲۰۰۶ میلادی، کتابخانه دانشگاه هلسینکی بود.
وظایف این کتابخانه شامل وظایف کتابخانهٔ ملی و کتابخانهٔ جامع تحقیقاتی است. گردآوری کلیهٔ انتشارات کشور به زبان فنلاندی و دربارهٔ کشور فنلاند در خارج از کشور، از جملهٔ این وظایف است. همچنین این کتابخانه عهده‌دار گردآوری نسخ خطی مربوط به فنلاند است. کتابشناسی ملی و فهرستگان ملی را نیز منتشر می‌کند و بر مبنای قانون، واسپاری انتشارات ملی را دریافت می‌کند و مسئولیت توزیع به سایر کتابخانه‌ها را نیز به‌عهده دارد.
در سال ۱۹۹۵ میلادی مجموعهٔ ۶ جلدی فهرست نقشه‌های فنلاند را منتشر کرد و در سال ۱۹۹۶ میلادی کتابشناسی ملی سال‌های ۱۴۸۸ میلادی تا۱۷۰۰ میلادی را منتشر کرد. ساختمان کتابخانه از سال ۱۸۴۰ میلادی تاکنون، چندین بار گسترش یافته و برای دربرگرفتن تکنولوژی‌های مدرن موسیقی بازسازی شده است.
فضای کتابخانه ۲۶ هزار متر مربع است. ساختمان دپارتمان‌ها اکنون برای اتصال به کتابخانه در حال بازسازی است. بازسازی مرحلهٔ اول در سال ۱۹۹۶ شروع در مارس ۱۹۹۸ خاتمه یافت. مرحلهٔ دوم در سال ۱۹۹۸ شروع شد. مجموعهٔ کتابخانه دارای حدود ۲/۵ میلیون کتاب است. سایر مجموعه‌ها عبارتند از: میکروفیلم ۸۰ هزار؛ میکروفیش ۴۳۰ هزار؛ نقشه ۶۰ هزار؛ موسیقی ۳۰ هزار، آثار چاپی موسیقی ۳۲ هزار و سایر منابع ۲/۷ میلیون که درمجموع ۱۰۰ کیلومتر طبقه را شامل می‌شود. این کتابخانه دارای ۱۵۰ کارمند تمام‌وقت است.
- روتوندا اثر گوستاف نیستروم
- فابیانیا (مشاهده از فابیانین کاتو)
- نمای داخلی کتابخانه ملی فنلاند 001